# Spadochron (album)
Spadochron - debiutancki album Meli Koteluk wydany w maju 2012 roku.
Twórczość zawarta na albumie "Spadochron" przyczyniła się do uzyskania przez Koteluk nominacji do nagród Fryderyki 2013: Artysta Roku - Muzyka Rozrywkowa oraz Debiut Roku - Muzyka Rozrywkowa.
Nagrania uzyskały status podwójnie platynowej płyty.

## Lista utworów
1. Dlaczego drzewa nic nie mówią
2. Spadochron
3. O domu
4. Działać bez działania
5. Niewidzialna
6. Melodia ulotna
7. Stale płynne
8. Wolna
9. Rola gra
10. Pojednanie
11. Nie zasypiaj
12. In the Meantime

## Twórcy
- Mela Koteluk

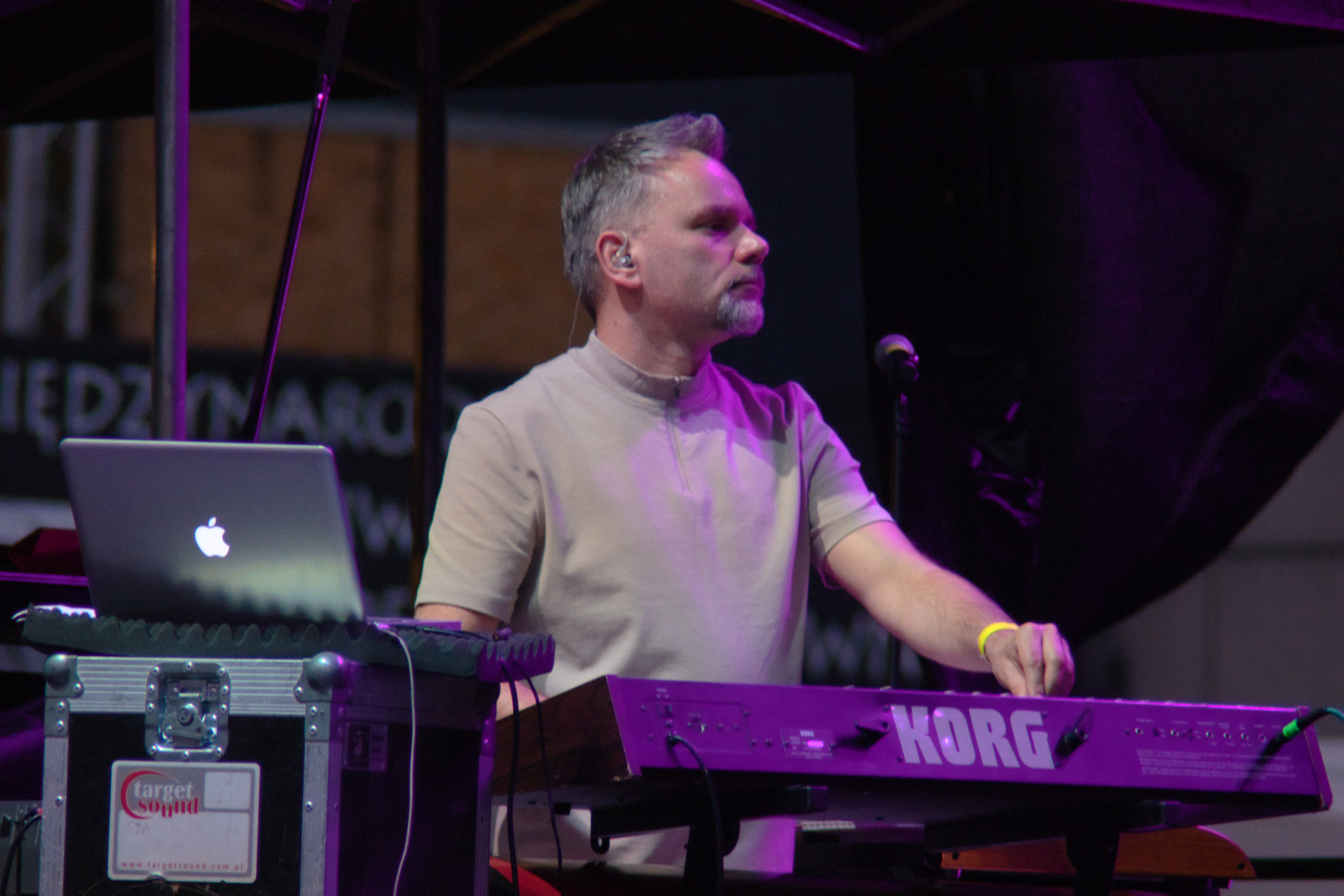
Miłosz Wośko (2019)

- Tomasz Osiecki - Kompozycja "Spadachron"[4]
- Tomasz Krawczyk - gitary
- Miłosz Wośko - instrumenty klawiszowe
- Kornel Jasiński - gitara basowa
- Robert Rasz - perkusja
- Aleksandra Chludek - chórki
- Łukasz Olejarczyk - realizacja nagrań
- Leszek Kamiński - mastering